# Monaster Trójcy Świętej w Drohiczynie
Monaster Trójcy Świętej – prawosławny męski klasztor w Drohiczynie działające od początku XVI w. do 1823, w 1905 reaktywowany jako żeński, funkcjonował do 1915 jako filia monasteru Narodzenia Matki Bożej w Krasnymstoku. 
Monaster powstał na początku XVI w. na Kramczewskiej Górze w Drohiczynie jako drugi męski ośrodek prawosławnego życia mniszego w mieście, po istniejącym od XIII w. monasterze Przemienienia Pańskiego. W 1636 mnisi zostali zmuszeni do opuszczenia klasztoru, jednak w połowie XVII w. przywilej królewski zagwarantował Kościołowi prawosławnemu prawo jego ponownego otwarcia. W II połowie kolejnego stulecia monaster Przemienienia Pańskiego został podporządkowany klasztorowi Trójcy Świętej jako placówka filialna. W 1808 we wspólnocie przebywało tylko dwóch mnichów. Kompleks budynków monasterskich tworzyły drewniane świątynie Trójcy Świętej i św. Barbary (refektarzowa), folwark, budynek z kuchnią i mieszkaniem służących, wozownia, studnia, budynek przytułku dla trzech lokatorów. Mnisi prowadzili także parafię. W związku z ubóstwem monasteru i niewielką liczbą mnichów został on w 1823 zlikwidowany, podobnie jak drugi prawosławny klasztor w Drohiczynie. 
Reaktywowany monaster został poświęcony 31 maja 1905 przez Nikandra, biskupa wileńskiego i litewskiego. Głównym celem pobytu sióstr w Drohiczynie miało być prowadzenie istniejącej od 1888 męskiej szkoły, przemianowanej w 1904 na dwuklasową placówkę edukacyjną dla dziewcząt. Na potrzeby zakonnic zaadaptowana została część budynków skonfiskowanych wcześniej przez władze carskie katolickim zakonom franciszkanów i benedyktynek. Przy monasterze istniała cerkiew św. Barbary. 
Monaster i szkoła przestały istnieć w 1915, kiedy mniszki zamieszkałe w Drohiczynie udały się na bieżeństwo razem z innymi zakonnicami monasteru w Krasnymstoku.